# Oreophilais robertsi
Az Oreophilais robertsi a madarak osztályának verébalakúak (Passeriformes) rendjébe, a szuharbújófélék (Cisticolidae) családjába és az Oreophilais nembe tartozó egyetlen faj.

## Rendszerezése
A fajt Constantine Walter Benson brit ornitológus írta le 1946-ban, a Prinia nembe Prinia robertsi néven.

## Előfordulása
Mozambik és Zimbabwe területén honos. A természetes élőhelye a szubtrópusi és trópusi hegyi esőerdők és bokrosok.

## Megjelenése
Testhossza 13 centiméter, testtömege 9-12 gramm.

## Életmódja
Főleg rovarokkal táplálkozik, de más gerincteleneket is fogyaszt.

## Külső hivatkozás
- Képek az interneten a fajról
- Xeno-canto.org - a faj hangja és elterjedési területe